# Afragola
Afragola (pronuncia: Afragóla, /afraˈɡola/; Afravóla in napoletano) è un comune italiano di 61 362 abitanti della città metropolitana di Napoli in Campania.

## Geografia fisica
Afragola si trova nel cuore dell'antica Campania felix o Terra di Lavoro, nella piana dei Regi Lagni.

### Territorio
Storicamente rappresenta uno dei maggiori centri dell'entroterra napoletano, con una forte vocazione rurale ma anche con un centro fortemente urbanizzato sin dal XVI secolo, quando divenne la città più popolosa della Terra di Lavoro. Durante il I secolo a.C. e il I secolo d.C., il territorio fu sottoposto a centuriazione dai Romani, in particolare quelle di Ager Campanus I e Acerrae-Atella I. Oggi il territorio confina, senza soluzione di continuità, con quelli di Casoria, Acerra, Cardito, Caivano e Casalnuovo di Napoli; in particolare il suo agglomerato costituisce un unicum urbano con Casoria e Cardito.

## Origini del nome
La prima menzione del nome (Afraore) risale all'anno 1131. Altre varianti in carte successive sono "Afragone", "Afraolla", "Fraolla", "Afrangola". Il nome Medioevo del casale è registrato nei documenti di età angioina e aragonese come "Villa Fragorum".

## Storia

### Età antica
Tra il Neolitico avanzato finale/Eneolitico non avanzato e l'età del bronzo, l'area su cui oggi sorge Afragola era occupata da popolazioni non meglio identificate (forse provenienti dall'interno) che si erano insediate nel territorio con piccoli villaggi, ad esempio il villaggio del bronzo antico di Afragola. L'eruzione vesuviana, conosciuta come "Pomici di Avellino", spazzò via queste comunità e ricoprì la zona di cenere e piroclasti, provocando l'insabbiamento dei villaggi e il sollevamento del suolo di oltre un metro.
Dal IV secolo a.C. il territorio fu nuovamente interessato da fenomeni di insediamento demico, di provenienza sannita, seppur di scarsa dimensione: a questo periodo risalgono diverse tombe risalenti al III secolo a.C.; una di queste è esposta, completamente restaurata, nella sala LXVII del Museo archeologico nazionale di Napoli.
Dell'età classica non è emerso quasi nulla. Fino al 1949 era presente presso la Tenenza dei Carabinieri una colonna con incise iscrizioni di dedica all'imperatore Augusto, distrutta ignominiosamente; oltre a un'ara augustea (distrutta per ricavarne brecciame per la ricostruzione delle strade) e altri oggetti di uso quotidiano come un torchio per il vino.
Negli scavi degli anni Sessanta del Novecento presso la località Badagnano fu rinvenuta, inoltre, una moneta adrianea del II secolo d.C. che, se non denuncia la persistenza sicura di un abitato nell'area, segnala che essa rimase tuttavia di passaggio fra la costa e l'interno.

### Età medievale
Con la caduta della rete sociale e politica dell'Impero romano d'Occidente e l'impaludamento del fiume Clanio vi fu un silenzio delle fonti archeologiche e documentarie fino al X secolo.
Da questa data iniziò a manifestarsi un ripopolamento di tutta la Pianura Campana. Il sito della futura Afragola era occupato da diversi pagi, villaggi rurali di piccola dimensione, occupati dai coloni delle vastissime terre: Arcopinto (a ovest dell'attuale centro storico cittadino, verso Frattamaggiore), Arcora (a sud-est), Salice (a sud), San Salvatore delle Monache (sito non ben definito ma a nord dell'attuale centro, presso il Clanio), Cantarello (a sud).
Tra il XII e XIII secolo questi villaggi cominciarono ad essere assorbiti da insediamenti demici più grandi, riuniti ciascuno intorno ad una chiesa: Santa Maria d'Ajello, San Giorgio e San Marco.
Afragola si formò nel XIII secolo dal progressivo ampliamento e dal conseguente saldamento di queste tre entità demiche principali; diverso fu, tuttavia, il caso di Arcora, mai incorporato nel tessuto urbano primigenio per la sua lontananza e che nella seconda metà del XIII secolo risultava addirittura spopolato.
Risulta quindi senza fondamento la tradizione che vuole che la città sia stata fondata nel 1140 dal re Ruggero II di Sicilia, detto Ruggero il Normanno, il quale avrebbe distribuito terre incolte ai suoi veterani; episodio raffigurato nell'affresco della sede municipale, eseguito dal pittore Augusto Moriani nel 1886. Tale tradizione, malgrado tutto, è stata già da tempo riconosciuta come falsa dallo storico ottocentesco Bartolommeo Capasso.
Parte del suo territorio fu feudo dell'arcivescovo di Napoli e uno dei "casali" considerati parte integrante di Napoli. Alcune terre furono possesso feudale di vari personaggi, mentre altre appartenevano al demanio regale; la collettività locale si era organizzata in una universitas guidata da un syndicus.

### Età moderna
Nel 1576 essa acquistò i diritti della parte feudale (posseduta per ultimo dal barone Paolo Capece-Bozzuto) e della parte demaniale del suo territorio, mentre il re si riservava il diritto di nominare un governatore per l'amministrazione del "casale".
Nel 1639 Ramiro Felipe Núñez de Guzmán, duca di Medina, viceré di Napoli, decise di vendere i "casali" per finanziare la guerra dei Trent'anni e gli abitanti di Afragola furono costretti a versare 18 000 ducati per essere mantenuto in demanio.
Nel 1799 Afragola partecipò alla Repubblica Napoletana e fu issato nell'attuale piazza Municipio l'albero della libertà. Solo nel 1809 si ebbe la prima amministrazione comunale (con il primo sindaco Cesare Castaldo).

### Età contemporanea

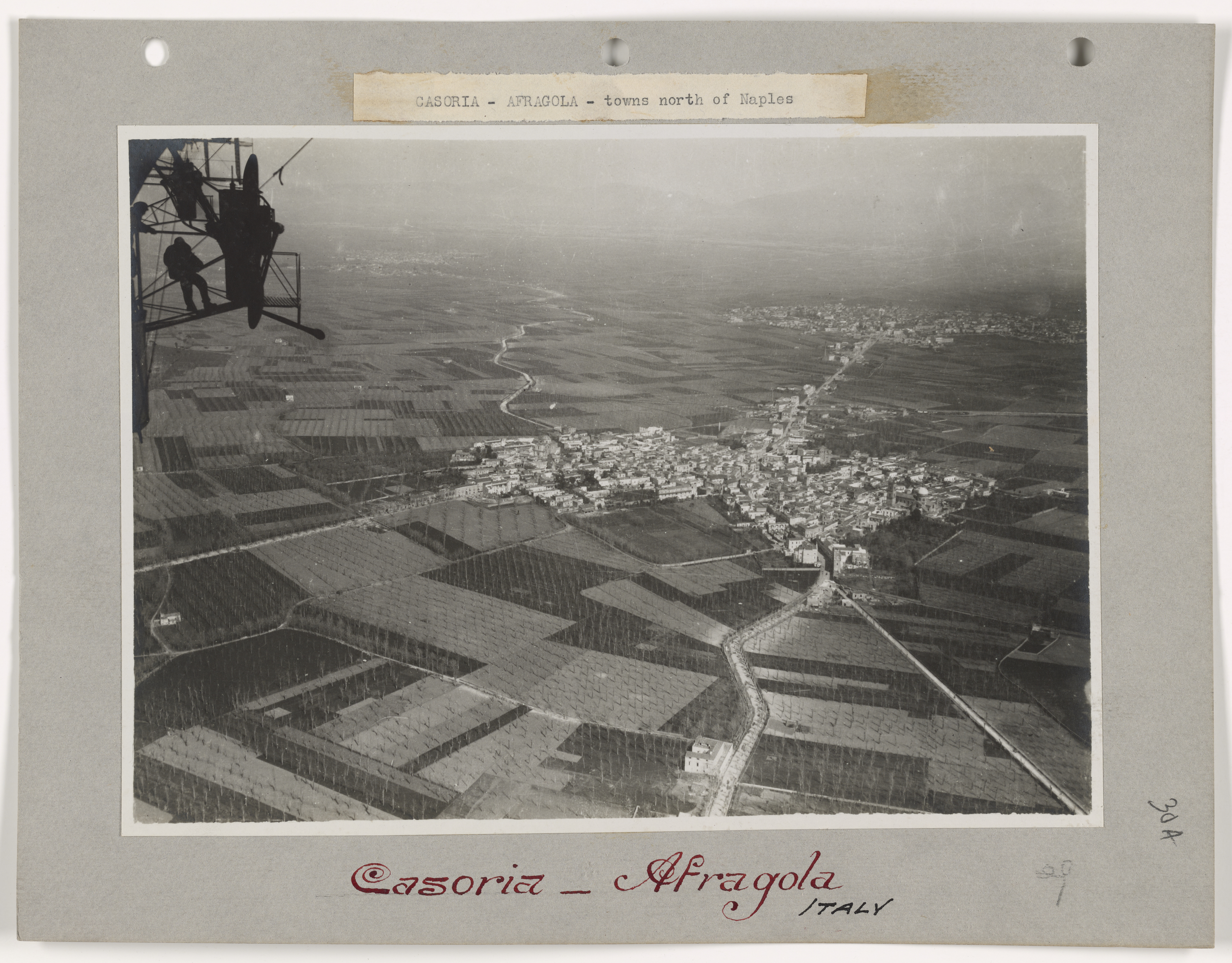
Veduta aerea storica

#### Il periodo fascista
Sotto il regime fascista Afragola, come tutti i comuni italiani, fu amministrata da un podestà (dal 1927 al 1943 Luigi Ciaramella). L'area urbana si ampliò, e molte strade furono dotate di rete fognaria e pavimentazione regolare.
Il 5 ottobre 1935 il re Vittorio Emanuele III, su proposta del podestà, conferì al Comune il titolo di "città", come commemorato da una targa marmorea affissa nell'atrio di Palazzo Civico il successivo 28 ottobre.

Con l'armistizio dell'8 settembre 1943, la città fu occupata dai tedeschi, che posero un campo di prigionia all'interno del Casone Spena, nell'area dell'Arcopinto e il 2 ottobre dello stesso anno compirono due stragi, la cosiddetta Strage di Afragola, durante le quali furono assassinate 11 persone, in onore delle quali, l'11 ottobre dell'anno seguente, il politico Adolfo Omodeo dettò i versi di un'epigrafe commemorativa recante il testo: 
(Epigrafe)
Tuttavia, il 2 ottobre le truppe corazzate alleate, tra le quali il 1st Royal Tank Regiment (con le sue compagnie motorizzate C Coy e 1 R.B.), il 5th Regiment Royal Artillery (in particolare l'H Trp e il Bty H.Q. della CC Battery, comandata dal maggiore Francis Brian Wyldbore-Smith) e il 17th Royal Regiment of Canadian Artillery, provenienti da Somma Vesuviana, insieme ad alcune autoblindo venute da Casalnuovo di Napoli, si diressero verso Afragola, dove si trovava il quartier generale della brigata, il Brigade Tactical H.Q., con l'intenzione di spingersi fino ad Acerra, assediata dalle truppe naziste.
Il 3 ottobre dello stesso anno, dopo scontri a fuoco con i tedeschi, provenienti da Cardito e da Caivano, a San Michele e nei pressi del lazzaretto, questi ultimi furono messi in fuga dai contingenti alleati. Nel mentre, le truppe naziste occuparono la strada statale 87 Sannitica.
Fino al 4 ottobre, le truppe tedesche, per far fronte agli scontri alleati, formarono una linea di difesa con cannoni semoventi al bivio Cardito-Afragola-Casoria, nei pressi della Masseria Lombardi, due a Cardito ed altri quattro a sud della città, oltre a batterie di artiglieri, mitragliatrici, trincee e unità di fanteria alla masseria della principessa Caracciolo e nella Porchiera.
In seguito alla fuga dei tedeschi, gli Alleati allestirono un campo di prigionia, il cosiddetto campo 209, sotto il comando dei militari inglesi.

### Simboli
I simboli di Afragola sono lo stemma e il gonfalone, così come riportato nello Statuto comunale.
Lo stemma di Afragola è costituito da uno scudo sannitico di color oro su cui è sovrapposta una mano che impugna quattro fragole rosse. Il tutto è racchiuso ai lati da un ramo di alloro e uno di quercia, legati insieme da un nastro tricolore. Lo scudo, che è timbrato da una corona turrita colore oro o nero, simbolo del titolo di città, è in uso, nella sua forma moderna, dal 29 marzo 1945, quando fu emanato il relativo decreto di concessione da parte dello Stato.

## Monumenti e luoghi d'interesse

### Architetture religiose
Il territorio comunale di Afragola è disseminato di chiese e cappelle, quasi tutte di rilevante interesse storico-artistico, architettonico o culturale. Ad eccezione di Santa Maria la Nova e di alcune cappelle non più esistenti in località Cantariello e in contrada Salice, gli edifici di culto sono tutti situati nell'abitato principale del Comune. Negli anni '60 il territorio risultava essere suddiviso in 10 parrocchie, ridotte a 8 con l'ultimo ridimensionamento operato dalla Diocesi di Napoli, che ha anche esteso i confini del decanato a Casoria (precedentemente, il decanato, XV, si chiamava "Afragola" e comprendeva il territorio del comune di Afragola precedente all'istituzione del comune di Casalnuovo di Napoli). Tali riforme si sono rese necessarie, nonostante l'incremento della popolazione, a causa della penuria di sacerdoti secolari. Le chiese più antiche e le chiese più rilevanti sotto il profilo artistico sono le seguenti:
Basilica di Sant'Antonio di PadovaIl santuario, poi elevato a basilica minore, fu eretto in stile barocco a partire dal 1633 con annesso convento dei frati minori riformati dell'ordine francescano, nonostante l'opposizione dei domenicani. L'interno, rivestito di marmi, è a tre navate, con abside e cappelle sul lato sinistro. In Basilica è conservato un miracoloso crocifisso attribuito a frate Umile da Petralia, la statua in legno di Sant'Antonio di Padova del XVII secolo, collocata in un grande tabernacolo del 1922 conosciuto come "Trono del Santo", un pulpito marmoreo di Francesco Jerace, e altre opere d'arte di rilievo. Nella sacrestia un dipinto di Agostino Beltrano raffigurante l'apparizione del Bambino Gesù a Sant'Antonio (1630). Sulla sinistra del Santuario si erge l'alto campanile costruito a partire dal 1950. Il culto di Sant'Antonio ha reso il santuario un celebre luogo di pellegrinaggio (con festa il 13 giugno), facendo di Afragola la "Padova del Sud". Dal 18 febbraio 1995 il santuario è ufficialmente gemellato con la Basilica di Sant'Antonio in Padova, ma contatti informali sono esistiti da sempre, in quella occasione i Frati Minori Conventuali di Padova donarono alla città un'importante reliquia del Santo (un pezzo di massa muscolare toracica di circa 6 cm), conservata in una cappellina nella parte posteriore del Trono del Santo. Dal 6 gennaio 2017 il santuario è ufficialmente gemellato anche con il Santuario di Sant'Antonio in Lisbona, città che diede i natali al Santo nel 1195. Il convento, con il collegio serafico, ospita la Biblioteca del Convento di Sant'Antonio che raccoglie oltre diciottomila volumi, tra cui numerosi pezzi unici o rari.
Chiesa di Santa Maria d'AjelloFondata nel 1190, si trova in pieno centro storico; secondo la tradizione, infatti, ha inglobato una precedente cappella, esistente prima di Santa Maria la Nova. Costituita inizialmente da una sola navata, fu rimaneggiata nel 1583 (aggiunta delle navate laterali) e nel 1780.. Conserva dipinti di Giovan Angelo Criscuolo (tardo Cinquecento), di Alessandro Viola (1695) e di Angelo Mozzillo, che era peraltro un parrocchiano (1787). Sulla sinistra della chiesa le si accostò tra il 1603 e il 1608 la cappella della Confraternita dell'Immacolata Concezione, ristrutturata nel 1867. Conserva un dipinto di Girolamo Imparato.
Chiesa di San Marco in SylvisInsieme a San Marco all'olmo costituisce la parrocchia di San Marco evangelista. Costruita in un territorio all'epoca boscoso (donde il complemento di stato in luogo in sylvis) probabilmente intorno al XII secolo, fu diverse volte rimaneggiata (in particolare si ebbe un innalzamento del pavimento), e, alla costruzione originaria, risale il campanile. Sul muro esterno dell'abside è inserita la pietra di San Marco, sulla quale, secondo la devozione popolare, si sarebbero seduti in momenti diversi San Marco e San Gennaro. Nel XVII secolo la sede parrocchiale fu trasferita a San Marco all'olmo (costruita nel 1615 e ampliata nel XIX secolo), più facilmente accessibile.
Chiesa del Santissimo Sacramento, detta di San Marco all'OlmoSede della parrocchia di San Marco evangelista, fu eretta nel 1615, in séguito a un decreto della curia arcivescovile di Napoli finalizzato a dotare le anime del quartiere di Casavico, la cui chiesa parrocchiale era San Marco in sylvis, di una cappella più facilmente accessibile. Nonostante il successivo ampliamento, dovuto al progressivo trasferimento degli uffici parrocchiali, mantiene ancora la struttura originaria, di cui è intatto il puro stile barocco. Nonostante l'espansione del XX secolo che ha determinato l'urbanizzazione totale della zona intorno alla chiesa di San Marco in sylvis, più popolosa rispetto alla parte storica di Casavico, gli uffici parrocchiali sono rimasti ubicati a San Marco all'olmo.
Chiesa di San Giorgio MartireSituata alle spalle del Castello, fu eretta tra il 1695 e il 1702 al posto di una precedente cappella. Questa, attestata dal 1131 e rimaneggiata nel 1380, sorgeva nel punto più alto della città e andò distrutta nel terremoto del 1688. La cupola, opera dell'architetto Blasotti, fu realizzata nel 1741. Il campanile, di Mario Gioffredo, è del 1772. Accanto è possibile ammirare la cappella dell'Ave Gratia plena, rimasta intatta sin dal XII secolo, anche se chiusa al pubblico perché in corso di restauro (in realtà il restauro è stato deliberato e autorizzato dalla competente soprintendenza già da diversi anni, ma non è mai partito).
Chiesa del Sacratissimo RosarioEretta nel 1602 insieme al vicino convento dei domenicani, si trova in pieno centro storico. Ha subìto diversi rimaneggiamenti e fu restaurata da ultimo nel 1989 a seguito dei danni subiti nel terremoto del 1980. Dopo numerosi affidamenti pastorali il card. Michele Giordano ne decretò, dal 2005, la conversione in parrocchia retta dai missionari francesi di Punto Cuore.
Chiesa matrice di Santa Maria del Carmelo al cimitero.Di stile neoclassico, fu eretta, su progetto dell'architetto Ferdinando Patturelli, nel 1841, quando fu costruito il nuovo cimitero in località Cantariello.
Chiesa di Santa Maria della MisericordiaEdificata alla fine del XV secolo dall'Ordine dei servi di Maria, subì radicali rifacimenti nel 1857, nel 1938 e nel 1970. Si trova in via Ciampa.
Chiesa di San Giovanni BattistaInnalzata presso l'attuale piazza Municipio tra il XV e il XVI secolo, fu rimaneggiata nel 1784. In condizioni di utilizzo sporadico, funge da stazione notturna per l'effige di S. Antonio di Padova nei giorni della sua festa.
Santuario del Sacro Cuore di GesùSituato nel centro storico vi è annesso il convento dei Missionari dei Sacri Cuori di Gesù e Maria fondati da San Gaetano Errico, e nel cui complesso monumentale è situato un teatro con oltre 500 posti a sedere, intitolato a Padre Giuseppe Bottiglieri, danneggiato dal terremoto del 1980 e riaperto dopo i lavori di ristrutturazione nel 2010.
Chiesa di San Michele ArcangeloCostruita agli inizi del Novecento su modello classicheggiante, è stata soppressa come sede parrocchiale con la costruzione del rione Salicelle, la cui chiesa, intitolata al santo medesimo, è stata eretta in sede parrocchiale.
Rilevante sotto il profilo storico - artistico è la chiesa di Santa Maria La Nova, detta Scafatella, intitolata alla Madonna di Costantinopoli, situata nella borgata Capo Mazzo (di fronte all'ingresso dei centri commerciali della contrada omonima). Si è ritenuto che risalisse al XII secolo ma secondo altri è di epoca posteriore (XV secolo).

### Architetture civili

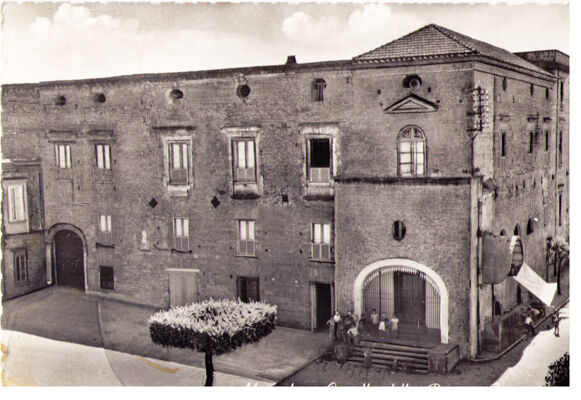
Castello di Afragola nel 1933

CastelloDocumentato dal 1495, fu probabilmente costruito dopo il 1420 dalla famiglia che deteneva in quel momento il feudo di Afragola (Capece-Bozzuto). Secondo la tradizione fu residenza della regina Giovanna II d'Angiò. Si presentava in origine come un vasto quadrilatero protetto da quattro torri e circondato da un fossato, più tardi riempito. Nel 1571 fu venduto all'universitas, corrispondente all'attuale comune. In stato di degrado fu venduto nel 1726 a Gaetano Caracciolo duca di Venosa, che lo restaurò. Nuovamente in abbandono alla fine del secolo, vi fu installato un orfanotrofio. Attualmente il castello ospita una scuola dell'infanzia e primaria paritaria, denominata Addolorata, il cui ente gestore è la Città di Afragola, la cui frequenza è gratuita. Tale scuola è erede dell'orfanotrofio gestito dalle Suore Compassioniste Serve di Maria nel secolo scorso in base a un protocollo d'intesa, non più vigente, siglato tra la fondatrice della Congregazione, la beata suor Maria Maddalena Starace, e l'amministrazione comunale. La Congregazione ha ancora una comunità nel castello, che ospita anche il centro di accoglienza diurno "Il Bruco", semiconvitto per ragazzi in difficoltà gestito da una cooperativa sociale.
FortilliciumSu via Alighieri, provenendo da via Arena, poco prima di incrociare via Sicilia, si apprezza, sul lato destro, un muraglione in pietra grigia che, in corrispondenza del suddetto incrocio, assume un'insolita forma tondeggiante. Il manufatto, ormai in gran parte inglobato negli edifici vicini, altro non è che un residuo dei bastioni di quest'antichissima opera di fortificazione afragolese. Sebbene si abbia notizia certa della sua esistenza solo a partire dal 1388, si ritiene che sia stato eretto molto prima, dai Normanni e posto, a salvaguardia dell'ingresso settentrionale dell'antica Afragola, sull'arteria viaria principale del tempo, la quale si dipartiva dall'Appia antica e, superato il Lanium (poi divenuto "Regi Lagni" dopo gli interventi di bonifica di epoca borbonica), attraversava il Bosco di Sant'Arcangelo, il borgo di Casolla Valenzano, la contrada tuttora chiamata "Int'cantare", giungeva proprio nei pressi dell'attuale incrocio tra via Arena e via Alighieri e, costeggiato il fortillicium, proseguiva per le attuali via Ciampa, via Cirillo, via Olmo, piazza San Marco, via Nunziatella e, seguendo il percorso della "Cantariello", menava a Napoli attraverso l’antichissima via delle Puglie.
Villa comunaleEsiste anche un parco, vicino alla basilica di Sant'Antonio, adibito a villa comunale, detto dagli abitanti del posto "La pineta".

### Altro
Piazza del MunicipioIn origine esisteva come piccolo slargo con il nome di "piazza dell'Arco". Vi si affacciava la piccola chiesa di San Nicola di Bari. L'antica universitas, organizzazione degli abitanti che rappresentava la città, che si era riunita inizialmente nella chiesa di Santa Maria della Misericordia (piazza Ciampa), prese in affitto nella prima metà del XVIII secolo alcuni ambienti di "palazzo Tuccillo" in via San Giovanni. Nel 1860 si decise di abbattere alcuni edifici, compresa la chiesa di San Nicola, tra la via suddetta e il vicolo dell'Arco per creare una piazza antistante; fallite le trattative per l'acquisto del palazzo Tuccillo, una nuova sede municipale fu eretta nel 1870 sul fondo della piazza, ad opera degli architetti Carlo Ciaramella e Francesco Danise. Sull'attuale piazza si affaccia anche il "palazzo Migliore", del XVII secolo.
Cimitero dei colerosiEdificato probabilmente dopo il 1656, presso la chiesa della Scafatella e la strada provinciale 341 Capomazzo - Cinquevie, fu utilizzato in seguito come discarica.
Centro storicoCentro storico della città.

### Siti archeologici
Villaggio del bronzo antico di AfragolaVillaggio risalente all'età del bronzo, distrutto dall'eruzione delle Pomici di Avellino.

## Società

### Evoluzione demografica
Abitanti censiti

### Etnie e minoranze straniere
Al 31 dicembre 2023 i cittadini stranieri residenti erano 1903, corrispondenti al 3,1% della popolazione. La comunità straniera più numerosa è quella proveniente dall'Ucraina con il 19,7% di tutti gli stranieri presenti sul territorio, seguita dal Burkina Faso e dal Ghana.

### Tradizioni e folclore
- Festa di Sant'Antonio di Padova. Quella del 13 giugno è la festa principale della città, gli afragolesi, infatti, riconoscono come loro protettore Sant'Antonio.[50] Secondo la tradizione, nel XIX secolo, nei giorni precedenti la festa, dei carretti giravano casa per casa per raccogliere le offerte in natura che venivano infine vendute all'asta, carretti che partivano anche dalle città circonvicine.[51] La tradizione della raccolta delle offerte continua tuttora, ma vengono raccolte solo offerte in denaro. La statua del santo, ospitata nella basilica di Sant'Antonio, viene rivestita dei paramenti liturgici alla vigilia della festa, poi, durante la notte, è traslata sul sagrato della Basilica per permettere ai fedeli di rendere omaggio all'effigie.[52] Durante la giornata vengono celebrate 14 messe, 13 in Basilica e 1 in piazza, alla presenza di un Vescovo, e, dal 14 al 20 giugno, la statua del Santo gira in processione per tutto il territorio comunale e alcuni quartieri della vicina Casoria, e sosta ogni sera (e la domenica) presso la Cappella in piazza Municipio.[52] Il 20 giugno dalla vicina Casoria parte la processione di conclusione, conosciuta come la "ritirata" del santo, i fedeli seguono il Santo per l'ultimo chilometro prima che rientri in Santuario a notte inoltrata.[52]
- Incendio del campanile. Questa manifestazione pirotecnica si fa risalire ad un'antica tradizione, ripristinata nel 1995 in occasione degli ottocento anni dalla nascita del Santo, il giorno dell'Assunzione, per oltre un decennio si è ripetuto lo spettacolo pirotecnico che ha come fulcro il campanile della basilica di Sant'Antonio.[53] Negli ultimi anni la manifestazione è stata nuovamente abolita in seguito al restauro del campanile, oggi, nella stessa giornata, si tengono spettacoli canori o fontane d'acqua danzanti.[53]
- Festa di San Marco evangelista. Patrono del quartiere "San Marco" si tiene il 25 aprile.[54]
- Festa dei fujenti. Legata al culto della "Madonna dell'Arco", venerata nell'omonimo santuario del comune di Sant'Anastasia e che fu introdotta nel XIX secolo,[50] benché la prima attestazione storica per tale festa in Afragola risalga al 1923.

## Cultura

### Istruzione

#### Biblioteche
Ad Afragola oltre alla Biblioteca del Convento di Sant'Antonio è presente una Biblioteca comunale che si trova in via Firenze 33. Questa mette a disposizione del pubblico circa 27 000 volumi, oltre a materiale interattivo e postazioni internet.

#### Scuole
Hanno sede ad Afragola numerose scuole di ogni ordine e grado, di cui 24 dell'infanzia, 20 primarie e 6 secondarie di primo grado; le scuole secondarie di secondo grado si dividono in 3 licei (1 classico, linguistico e scientifico, 1 scientifico e delle scienze umane e 1 delle scienze umane), 5 istituti tecnici (1 a indirizzo economico e tecnologico, 3 a indirizzo tecnologico e 1 a indirizzo economico), 3 istituti professionali (3 dei servizi).

#### Università
Nell'anno accademico 2005-2006 è stato attivato un corso di laurea ("Ingegneria gestionale delle reti di servizi") dell'Università degli Studi di Napoli "Parthenope", con sede presso il palazzo Cuccurese, appositamente restaurato.

### Eventi

#### Premio "Città di Afragola"
La città è sede del premio "Città di Afragola - Ruggero il Normanno", istituito nel 1990 da Luigi Grillo, divenuto internazionale in occasione della decima edizione. Il premio viene assegnato ogni anno a personalità di rilievo nei campi della cultura, della politica, dell'imprenditoria, delle professioni, o ad autorità religiose e militari, e consiste in una statuetta in argento raffigurante il re normanno a cavallo. Vengono inoltre conferiti premi speciali (medaglia d'oro). Presenziano i discendenti della casa d'Altavilla.

### Teatro
Vi sono presenti tre teatri sul territorio afragolese. Nella parte sud-ovest della città si trova il Teatro Gelsomino, adibito anche a cinema, il quale con una capienza di 582 posti è la più grande struttura teatrale sul territorio ed è quello in cui vengono presentati spettacoli di maggiore rilevanza sia regionale sia nazionale. 
Nel centro storico invece è presente un piccolo teatro denominato Civico 33 - Il Teatro in Una Stanza, che si concentra sulla commedia e che offre anche corsi di recitazione comica.
Infine, nella periferia settentrionale della città, più precisamente nel rione Salicelle, è collocato il Teatro Troisi, ove vengono svolti vari eventi culturali e presentate pièces variegate, anche in anteprima oppure gratuitamente.

### Cucina
La cucina afragolese si inserisce nella tradizione della Campania centro-settentrionale (cucina napoletana) con alcune varianti: ad Afragola non esiste il casatiello dolce, e con questo termine si intende il "casatiello salato", tradizionale durante la Pasqua insieme alla pastiera e alla "pizza di tagliolini", mentre il "tortano" è ancora una pietanza differente.
Il menù delle feste comprende le polpette di San Marco (polpettine di carne suina e bovina con cavolo nero o cappuccio preparate nella borgata di Casavico in occasione della festa patronale, mentre c'è la variante del quartiere "In Sylvis" dove la polpetta viene fornita di ripieno al centro, formato da salame e formaggio racchiuso in una porzione di cavolo cappuccio, in riferimento allo storico trafugamento del corpo di San Marco da parte di due mercanti Veneziani), e i croccantini o torroncini di Sant'Antonio, venduti sulle bancarelle in occasione delle celebrazioni per il santo protettore.
Per Pasqua sono tipici i taralli frolli, pressoché sconosciuti al di fuori del territorio afragolese.

## Geografia antropica

### Suddivisioni amministrative

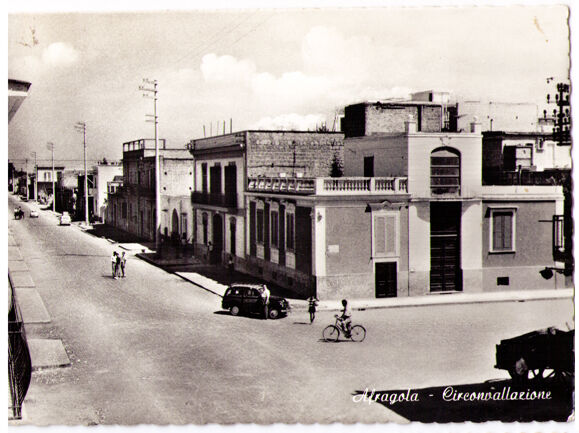
Via circonvallazione nel 1935

Alcune zone abitate, gravitanti verso la città di Afragola, o storicamente collegate con essa, dipendono tuttavia amministrativamente dai comuni limitrofi (quartiere Casamerola nel comune di Casoria, contrada Arcopinto, in parte nei comuni di Casoria e Cardito, località di Filichito, a cui si è aggiunta la località di Botteghella, nel comune di Casalnuovo di Napoli).
Rimase invece dipendente da Afragola la contrada Salice, che attualmente costituisce un'isola amministrativa.
La borgata "Saggese" è in continua espansione ed insieme alla borgata di "Capo Mazzo" ospita abitazioni e alcuni esercizi commerciali, che si affiancano a un agglomerato industriale di modeste dimensioni e a una zona commerciale in costante espansione che si va saldando all'abitato.

## Economia
Nelle zone periferiche del Capomazzo e del Cantariello hanno sede alcune tra le maggiori strutture commerciali del Mezzogiorno (tra cui IKEA, Leroy Merlin e Centro Commerciale "Le porte di Napoli" .

## Infrastrutture e trasporti

### Strade
La città è servita dallo svincolo Acerra-Afragola e dallo svincolo Casoria-Avellino (Casoria-Afragola provenendo dalla Tangenziale di Napoli), entrambi senza casello, dell'autostrada A1 Milano-Napoli.
È inoltre interessata dal percorso dell'Asse Mediano, con due uscite: Afragola-Cardito (al confine con Cardito) e Afragola parco commerciale .
Nel giugno del 2017 è stata aperta l'uscita Afragola centro-stazione AV. In fase di realizzazione è, invece, lo svincolo Afragola sud sull'autostrada A16, a spese dell'IKEA all'esito di un lungo contenzioso con l'amministrazione comunale. Lo svincolo Afragola-Acerra cambierà nome in Afragola nord.

### Ferrovie

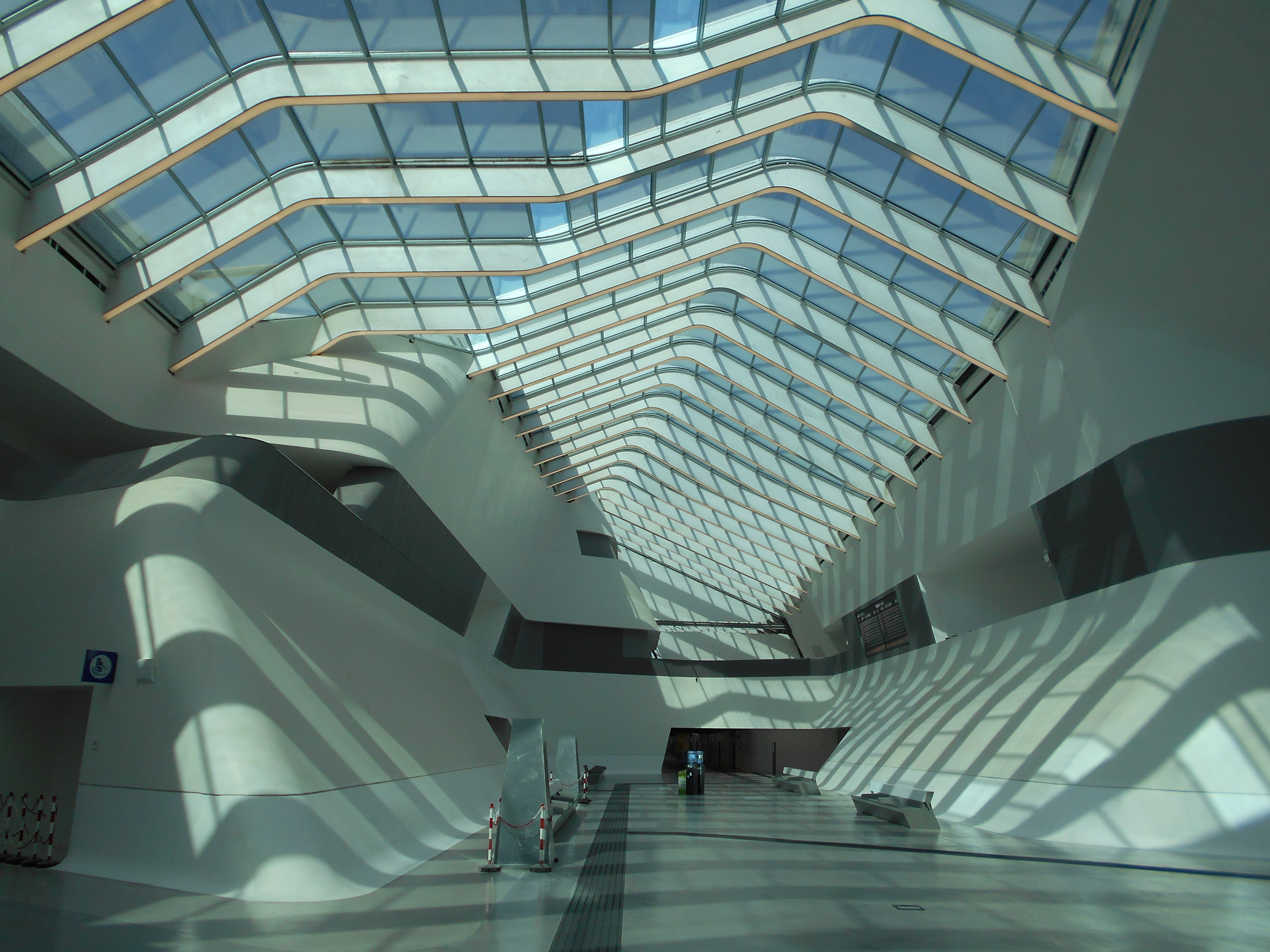
Interno della stazione alta velocità di Zaha Hadid.

La città è servita da tre stazioni ferroviarie:
- Casoria-Afragola sulle linee Roma-Formia-Napoli e Napoli-Foggia, servita da relazioni regionali svolte da Trenitalia nell'ambito del contratto di servizio stipulato con la Regione Campania.[65]
- Salice sulla linea Napoli-Baiano della Ferrovia Circumvesuviana, servita da relazioni metropolitane e suburbane esercite da EAV nell'ambito del contratto di servizio stipulato con la Regione Campania.[66]
- Napoli Afragola, realizzata su progetto di Zaha Hadid sulla linea Roma-Napoli AV/AC nonché terminale della costruenda ferrovia Napoli-Bari AC.[67]

In futuro entreranno in esercizio le stazioni di Afragola Sant'Antonio, Afragola Marziasepe e Afragola San Marco-Casalnuovo, sulla linea storica variante Cassino, cui è attualmente collegata anche la stazione di Afragola AV. È in fase avanzata di realizzazione, infine, l'allungamento della Circumvesuviana Casalnuovo-Volla-San Giorgio, diramazione della Napoli-Baiano, alla stazione di Afragola AV.

### Mobilità urbana
Afragola era servita dalle autolinee pubbliche suburbane e interurbane gestite dalla CTP. Attualmente è attiva una linea bus di EAV, sullo stesso tracciato dell'A3N Afragola-Napoli operato da CTP. La stazione AV è servita da autolinee urbane, suburbane ed extraurbane esercite da ex CTP, AIR, ex CLP ed EAV.
Fra il 1881 e il 1957 era inoltre presente una stazione della tranvia Napoli-Caivano, gestita dalla Société Anonyme des Tramways Provinciaux (SATP).

## Amministrazione
| Periodo           | Periodo           | Primo cittadino | Partito                   | Carica                    | Note   |
| ----------------- | ----------------- | --- | ------------------------- | ------------------------- | ------ |
| 21 maggio 1987    | 10 agosto 1990    | Errico Forte | Democrazia Cristiana      | Sindaco                   | [ 74 ] |
| 10 agosto 1990    | 2 gennaio 1992    | Gennaro Espero | Democrazia Cristiana      | Sindaco                   | [ 74 ] |
| 28 gennaio 1992   | 19 marzo 1992     | Alfonso Capone | Democrazia Cristiana      | Sindaco                   | [ 74 ] |
| 18 maggio 1992    | 24 marzo 1993     | Raffaele Errichiello | Democrazia Cristiana      | Sindaco                   | [ 74 ] |
| 20 maggio 1993    | 29 marzo 1994     | Augusto Iazzetta | Democrazia Cristiana      | Sindaco                   | [ 74 ] |
| 28 maggio 1994    | 8 maggio 1995     | Antonio Salzano | Partito Liberale Italiano | Sindaco                   | [ 74 ] |
| 8 maggio 1995     | 24 ottobre 1996   | Pasquale Caccavale | PDS, PPI, FL, PRI         | Sindaco                   | [ 74 ] |
| 24 ottobre 1996   | 19 dicembre 1996  | Paola Basilone |                           | Commissario prefettizio   | [ 74 ] |
| 19 dicembre 1996  | 28 aprile 1997    | Paola Basilone |                           | Commissario straordinario | [ 74 ] |
| 28 aprile 1997    | 20 aprile 1999    | Roberto Caiazzo | AN, FI, CCD, CDU          | Sindaco                   | [ 74 ] |
| 20 aprile 1999    | 1º dicembre 1999  | Arturo Caccia Perugini (commissario straordinario), Mario Papa (sub commissario), Giuseppe Tizzano (funzionario economico e finanziario) |                           | Commissione straordinaria | [ 74 ] |
| 1º dicembre 1999  | 20 aprile 2000    | Arturo Cacciaperugini (commissario straordinario), Mario Papa (sub commissario), Giuseppe D'Angelo (funzionario economico e finanziario) |                           | Commissione straordinaria | [ 74 ] |
| 20 aprile 2000    | 4 agosto 2000     | Roberto Caiazzo | AN, FI, CCD, CDU          | Sindaco                   | [ 74 ] |
| 4 agosto 2000     | 14 settembre 2000 | Arturo Cacciaperugini |                           | Commissario prefettizio   | [ 74 ] |
| 14 settembre 2000 | 28 maggio 2001    | Arturo Cacciaperugini |                           | Commissario straordinario | [ 74 ] |
| 28 maggio 2001    | 16 maggio 2005    | Santo Salzano | DL, DS, PRI, PRC, PdCI    | Sindaco                   | [ 74 ] |
| 16 aprile 2005    | 8 luglio 2005     | Gaetano Piccolella |                           | Commissario prefettizio   | [ 74 ] |
| 8 luglio 2005     | 25 ottobre 2005   | Gaetano Piccolella |                           | Commissario straordinario | [ 74 ] |
| 25 ottobre 2005   | 29 aprile 2008    | Raffaele Barbato (commissario straordinario), Michele Mazza (sub commissario), Alfonso Noce (funzionario economico e finanziario)        |                           | Commissione straordinaria | [ 74 ] |
| 29 aprile 2008    | 14 giugno 2013    | Vincenzo Nespoli | PdL, PRI                  | Sindaco                   | [ 74 ] |
| 14 giugno 2013    | 10 giugno 2018    | Domenico Tuccillo | PD, UdC, GD               | Sindaco                   | [ 74 ] |
| 10 giugno 2018    | 12 febbraio 2021  | Claudio Grillo | FI, FdI, LN               | Sindaco                   | [ 74 ] |
| 12 febbraio 2021  | 18 ottobre 2021   | Anna Nigro |                           | Commissario prefettizio   |        |
| 18 ottobre 2021   |                   | Antonio Pannone | FdI, LN                   | Sindaco                   | [ 74 ] |

### Infiltrazioni della camorra
Nel 1999 il consiglio comunale fu sciolto con decreto del presidente della Repubblica, su proposta del ministro dell'interno, per infiltrazioni dell'organizzazione malavitosa nella gestione della macchina comunale, rilevate da una commissione d'accesso inviata dalla Prefettura, in seguito riabilitato dalla sentenza del TAR che ha ritenuto i fatti contestati per lo scioglimento non sufficienti.
Nel 2005 l'amministrazione in carica, con decisione del Ministero dell'interno del 25 ottobre 2005, è stata sciolta perché gli accertamenti svolti dalla commissione di accesso hanno avvalorato «l'ipotesi della sussistenza di fattori di inquinamento dell'azione amministrativa dell'ente locale a causa dell'influenza della criminalità organizzata». Questa volta nessuna riabilitazione: sia il TAR che il Consiglio di Stato rigettano il ricorso presentato dall'amministrazione sciolta.

## Sport
Calcio
Nel comune ha sede la squadra di calcio Associazione Sportiva Dilettantistica Vis Afragolese 1944 che ha disputato come massimo campionato la Serie C. Nella stagione 2024-2025 milita in Eccellenza.
Basket
La società di basket A.S.D. Pallacanestro Afragola che ha disputato come massimo campionato la Serie C e la società di rugby U.S. Rugby Napoli Afragola che ha disputato come massimo campionato la Serie A a 15. Inoltre il comune ospita anche l'A.S.D. Afragola Volley, società di pallavolo militante nel campionato nazionale di Serie B maschile.